# Fetty Wap
Fetty Wap, pseudoniem van Willie Maxwell (Paterson, 7 juni 1991), is een Amerikaans zanger, songwriter en rapper. Hij komt oorspronkelijk uit Paterson, New Jersey en is het bekendst van zijn single uit 2014, Trap Queen, die piekte op nummer 2 in de Billboard Hot 100. Wap tekende in november 2014 een contract met 300 Entertainment en bracht in september 2015 zijn studioalbumdebuut uit.

## Biografie
Willie Maxwell groeide op in een woningbouwproject in Paterson. Als kind ontwikkelde hij groene staar in beide ogen. Zijn dokters konden één oog niet redden, het oog waar hij nu een oogprothese in draagt.

## Discografie

### Albums
- Fetty Wap (2015)
- The Butterfly Effect (2021)
- King Zoo (2023)

### Mixtapes
- Up Next (2014)
- Zoo Style (2015)
- Trap Queen (2014)
- 679 (2015)
- My Way (2015)

## Privé
Maxwell werd in 2021 opgepakt op verdenking van het bezit van, en handel in, verdovende middelen. Hij werd hiervoor in 2023 veroordeeld tot zes jaar gevangenisstraf.
- Bibliothèque nationale de France: cb17021084n (data)
- Gemeinsame Normdatei: 1077662661
- International Standard Name Identifier: 0000 0004 5810 788X
- Library of Congress Control Number: no2015157435
- MusicBrainz: e3492ea0-5997-4241-a7bf-2fd7fb1bfad1
- Virtual International Authority File: 75144782947347375421
- WorldCat: E39PBJpjh6x6JBvBcjCCmCmyBP